# کیت استاربرد
کیت استاربرد (انگلیسی: Kate Starbird؛ زادهٔ ۳۰ ژوئیهٔ ۱۹۷۵) بازیکن بسکتبال، دانشمند رایانه، و پژوهشگر اهل ایالات متحده آمریکا است.